# Limacus maculatus
Limacus maculatus is een slakkensoort uit de familie van de Limacidae. De wetenschappelijke naam van de soort is voor het eerst geldig gepubliceerd in 1851 door Kaleniczenko.